# Louis Latzarus
Pour les articles homonymes, voir Latzarus.
Louis Latzarus, né le 7 août 1878 à Vitry-le-François et mort le 1er janvier 1942, est un journaliste, essayiste, biographe et romancier français, auteur de plusieurs romans policiers.

## Biographie
Il est successivement journaliste et rédacteur en chef de plusieurs journaux : L'Avenir, Le Figaro, L'Œuvre, Gringoire et L'Intransigeant. Il reçoit la première « noix » de la rubrique du Canard enchaîné « La noix d’honneur », le 14 janvier 1921. Dans les années 1930, il est secrétaire général de l'Association des journalistes professionnels.
À la fin des années 1900, il se lance dans l'écriture sous le pseudonyme René Bures, avant de signer de son patronyme divers textes abordant le roman social ou psychologique, l'essai politique, la biographie, et surtout le roman policier. Dans ce dernier genre, il donne par exemple, en 1929, une « courte suite au Mister Flow de Gaston Leroux, Lady Héléna », qui signe du nom de son devancier et qui est ultérieurement réédité sous le titre Le Collier de Lady Héléna. « Mais la part la plus intéressante de sa production est la trilogie d'enquêtes trépidantes et pleine d'humour noir, rédigées en collaboration avec François Poncetton (signant ici Jacques Ferlan) et consacrées à un singulier détective, l'Américain Iggins, un colosse taciturne au français hésitant et amateur de logique pure ».
En 1929, Louis Latzarus est chevalier de la Légion d'honneur, et obtint ensuite le grade de commandeur de la Légion d'honneur.
En 1934, il est nommé dans le jury du nouveau prix du Récit historique de L'Intransigeant en compagnie, notamment, de Pierre Benoît et d'André Maurois.

## Œuvres

### Romans

#### Trilogie policièreDétective Iggins & Co.
- Gil = X ou Iggins & Co., détective (1914), signé du pseudonyme Jean Fournier
- Le Secret du crâne (1915)
- La Nuit de la lande (1924)

#### Série policièreJean Bellecour
- Une femme entra (1935)
- Pour sauver Lola (1939)

#### Autres romans
- La Demoiselle de la Rue des Notaires (1907), signé René Bures, mais réédition sous la signature Louis Latzarus en 1911

Prix Montyon de l’Académie française 1912
- Quelques romances de Montmartre (1907), signé René Bures
- L'Argent (1927)
- La Politique (1928)
- Un ami du peuple, Monsieur Coty (1929)
- Lady Héléna (1929), signé Gaston Leroux et réédité sous le titre Le Collier de Lady Héléna en 1946

### Autres publications
- La France veut-elle un roi ? (1925)
- Éloge de la bêtise (1925)
- La Vie paresseuse de Rivarol (1926), biographie d'Antoine de Rivarol

Prix Narcisse-Michaut de l’Académie française 1927
- La Vie étourdissante de Beaumarchais (1929), biographie de Pierre-Augustin Caron de Beaumarchais réédité en 1930 sous le titre Beaumarchais

## Sources
: document utilisé comme source pour la rédaction de cet article.
- Claude Mesplède (dir.), Dictionnaire des littératures policières, vol. 2 : J - Z, Nantes, Joseph K, coll. « Temps noir », 2007, 1086 p. (ISBN 978-2-910-68645-1, OCLC 315873361), p. 151-152.